# 宣化乡
宣化乡，是中华人民共和国黑龙江省绥化市肇东市下辖的一个乡镇级行政单位。

## 行政区划
宣化乡下辖以下地区：
荣兴村、长胜村、富荣村、新富村、泰山村、宣化村、锋原村、四村和六撮村。